# Scorn
Scorn - сайд-проект, основанный бывшими участниками грайндкор-группы Napalm Death Миком Харрисом и Николасом Булленом в 1991 году. Поначалу группа играла индастриал-метал с элементами электронной музыки, но после ухода Ника Буллена, Мик Харрис полностью переключился на электронную музыку и Scorn стал сольным проектом. Проект был приостановлен в 1997 году, но возобновился вновь в 2000 году. В 2011 году Мик Харрис объявил о закрытии проекта. Позднее проект возобновил свою деятельность. В 2022 году Харрис объявил, что прекращает деятельность проекта.

## Участники группы

### Последний состав
- Мик Харрис - ударные, программирование (1991-1997, 2000-2011, 2019-2022)

### Бывшие участники
- Ник Буллен - бас-гитара, вокал, программирование (1991-1995)

### Сессионные участники
- Джастин Бродрик - гитара
- Джеймс Плоткин - гитара
- Пэт Маккахан - гитара
- Ян Трэйси - ударные

## Дискография

### Альбомы
- Vae Solis (Earache, 1992)
- Colossus (Earache, 1993)
- Evanescence (Earache, 1994)
- Gyral (Earache, 1995)
- Logghi Barogghi (Earache, 1996)
- Zander (Invisible, 1997)
- Whine (Live album, Invisible, 1997)
- Greetings from Birmingham (Hymen Records, 2000)
- Plan B (Hymen Records, 2002)
- List of Takers (Live album, Vivo, 2004)
- Stealth (Ad Noiseam, Ohm Resistance, 2007)
- Refuse; Start Fires (Ohm Resistance, 2010)
- Cafe Mor (Ohm Resistance, 2019)
- The Only Place (Ohm Resistance, 2021)

### Сборники
- Ellipsis (1995, remixes collection)
- Anamnesis: 1994-97 (1999)

### Синглы и мини-альбомы
- Deliverance (1992)
- Lick Forever Dog (1992)
- Lament (1993)
- White Irises Blind (1993)
- Silver Rain Fell (1994)
- Stairway (1995)
- Leave It Out (1996)
- Imaginaria Award (2000)
- Governor (2002)
- Born a Fielda, Die a Fielda (limited edition 10 inch vinyl picture disc) (2006)
- Whistle for It (limited edition 10 inch vinyl single) (2008)
- Super Mantis Part 1 (2008)
- Super Mantis Remixes (2008)
- Gravel Bed (2009)
- In The Margins (limited 12 inch) (2009)
- Yozza (Ohm Resistance, 2011)
- Feather (Ohm Resistance, 2019)